# 斯普林瓦利 (加利福尼亞州萊克縣)
斯普林瓦利（英語：Spring Valley）是位於美國加利福尼亞州萊克縣的一個人口普查指定地區。

## 地理
斯普林瓦利的座標為39°04′48″N 122°35′47″W / 39.08000°N 122.59639°W，而該地最高點為海拔高度482米（即1581英尺）。

## 人口
根據2010年美國人口普查的數據，斯普林瓦利的面積為12.883平方千米，當中陸地面積為12.781平方千米，而水域面積為0.102平方千米。當地共有人口845人，而人口密度為每平方千米65人。